# La Nuova Europa
La Nuova Europa fu una rivista di politica e cultura, a periodicità settimanale, fondata dallo storico Luigi Salvatorelli, pubblicata a Roma dal dicembre 1944 (Anno I, n. 1) al marzo 1946 (Anno III, n. 11).
La Nuova Europa nacque con il proposito di affrontare tutti i problemi che si presentavano, anche in forma drammatica, nelle fasi finali della Seconda guerra mondiale.
Di indirizzo liberal-socialista, acquisì prestigio per le collaborazioni, tra gli altri, di Guido De Ruggiero - con articoli su temi istituzionali - Luigi Einaudi, Benedetto Croce, Ugo La Malfa, Bruno Visentini e Alberto Moravia.